# آملیا کلینی
آملیا کلینی (ایتالیایی: Amelia Chellini؛ ‏ ۱۶ ژوئن ۱۸۸۰ – ۳۱ مهٔ ۱۹۴۴) بازیگر اهل پادشاهی ایتالیا بود.
از فیلم‌ها یا برنامه‌های تلویزیونی که وی در آن نقش داشته‌است، می‌توان به مادالنا، نمره اخلاق صفر و شاهزاده سیندرلا اشاره کرد.